# Marek Babjuk
Marek Babjuk (* 16. dubna 1961 Praha) je český vědec a lékař v oboru urologie, který se specializuje zejména na léčbu nádorových onemocnění v urologii. Od roku 2011 je předsedou České urologické společnosti ČLS JEP.
Marek Babjuk vystudoval Fakultu všeobecného lékařství Univerzity Karlovy, kde promoval v roce 1986. Po ukončení lékařské fakulty pracoval na urologické klinice Všeobecné fakultní nemocnice v Praze, zpočátku jako sekundární lékař a od roku 1993 jako vedoucí oddělení. Atestační zkoušku I. a II. stupně z urologie složil v letech 1988 a 1992, atestační zkoušku z klinické onkologie v roce 1997. Absolvoval několik studijních pobytů v zahraničí. V roce 1990 pracoval rok na urologické klinice ve Wuppertalu a v roce 1999 čtyři měsíce na urologické klinice Klinikum Grosshadern v Mnichově. Kromě toho navštívil během kratších návštěv řadu předních klinik v Evropě i v USA.
Dne 1. července 2003 byl jmenován docentem pro obor urologie. Tématem jeho habilitační práce byla „Moderní neinvazivní a endoskopická diagnostika nádorů močového měchýře“. Profesorem pro obor urologie byl jmenován prezidentem republiky dne 2. března 2009.
Od 1. října 2009 pracuje jako přednosta Urologické kliniky 2. lékařské fakulty Univerzity Karlovy a FN v Motole. Od roku 2010 působí jako hlavní lékař pražské urologické kliniky UroKlinikum. Od roku 2022 je děkanem 2. lékařské fakulty Univerzity Karlovy.

## Specializace
Ve své praxi se profesor Babjuk věnuje hlavně diagnostice a léčbě nádorových onemocnění v urologii. Předmětem jeho zájmu jsou operační výkony pro urologické nádory a diagnostika nádorových onemocnění, včetně zavádění nových metod a technologií. Od roku 2007 je předsedou skupiny Evropské urologické společnosti pro tvorbu doporučených postupů (guidelines) u nádorů močového měchýře.
Během své dosavadní kariéry publikoval více než 100 článků v odborných časopisech, z toho přes 30 v zahraničí. Jeho práce byly citovány ve více než 150 odborných publikacích. Je autorem nebo spoluautorem 7 monografií s urologickou tematikou. Podílel se na realizaci 13 grantových projektů. Je členem redakčních rad řady prestižních zahraničních i domácích vědeckých časopisů, například European Urology, World Journal of Urology, Urologie Internationalis, Central European Journal of Urology, Prague Medical Report nebo Česká Urologie.

### Domácí a mezinárodní aktivity
Od roku 2005 je členem České urologické společnosti, jejímž předsedou je od roku 2011. Od roku 2009 je členem vědecké rady České lékařské komory. Dále je členem Evropské urologické společnosti (EAU), Americké urologické společnosti i Světové urologické společnosti (SIU).